# Carlos Fortes
Carlos Manuel Santos Fortes (n. 9 noiembrie 1994, Charneca⁠(d), Districtul Lisabona, Portugalia) este un fotbalist portughez, care joacă pe post de atacant la UD Vilafranquense⁠(d) în Segunda Liga. Pe plan internațional, are prezențe la națională pentru Portugalia U20⁠(d).